# Gers
Gers (IPA: [ʒɛʁ(s)]) a 83 eredeti département egyike, amelyeket a francia forradalom alatt 1790. március 4-én hoztak létre.

## Elhelyezkedése
Franciaország déli részén terül el, Okcitánia régió (2015 végéig Midi-Pyrénées régió) része. A megyét keletről Haute-Garonne, délről Hautes-Pyrénées, nyugatról Pyrénées-Atlantiques és Landes, északról pedig Lot-et-Garonne és Tarn-et-Garonne megyék határolják.

## Települések
A megye legnagyobb városai 2011-ben:

| Település       | Népesség |
| --------------- | -------- |
| Auch            | 21 871   |
| Condom          | 7 012    |
| Fleurance       | 6 339    |
| L'Isle-Jourdain | 7 336    |
| Lectoure        | 3 785    |
| Eauze           | 4 092    |
| Vic-Fezensac    | 3 645    |
| Mirande         | 3 685    |
| Gimont          | 2 815    |
| Pavie           | 2 399    |

## Galéria

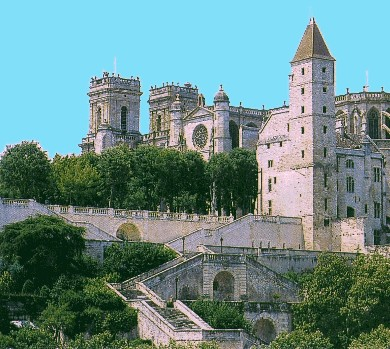
Auch
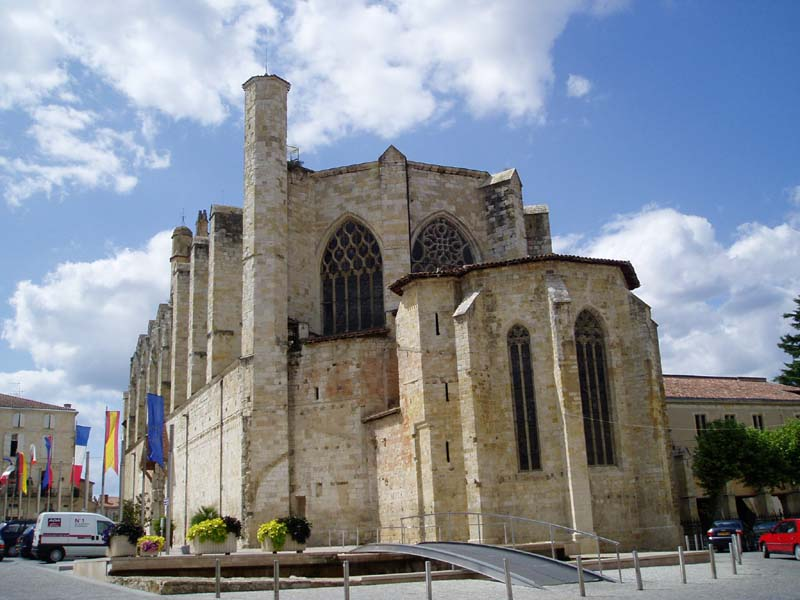
Condom
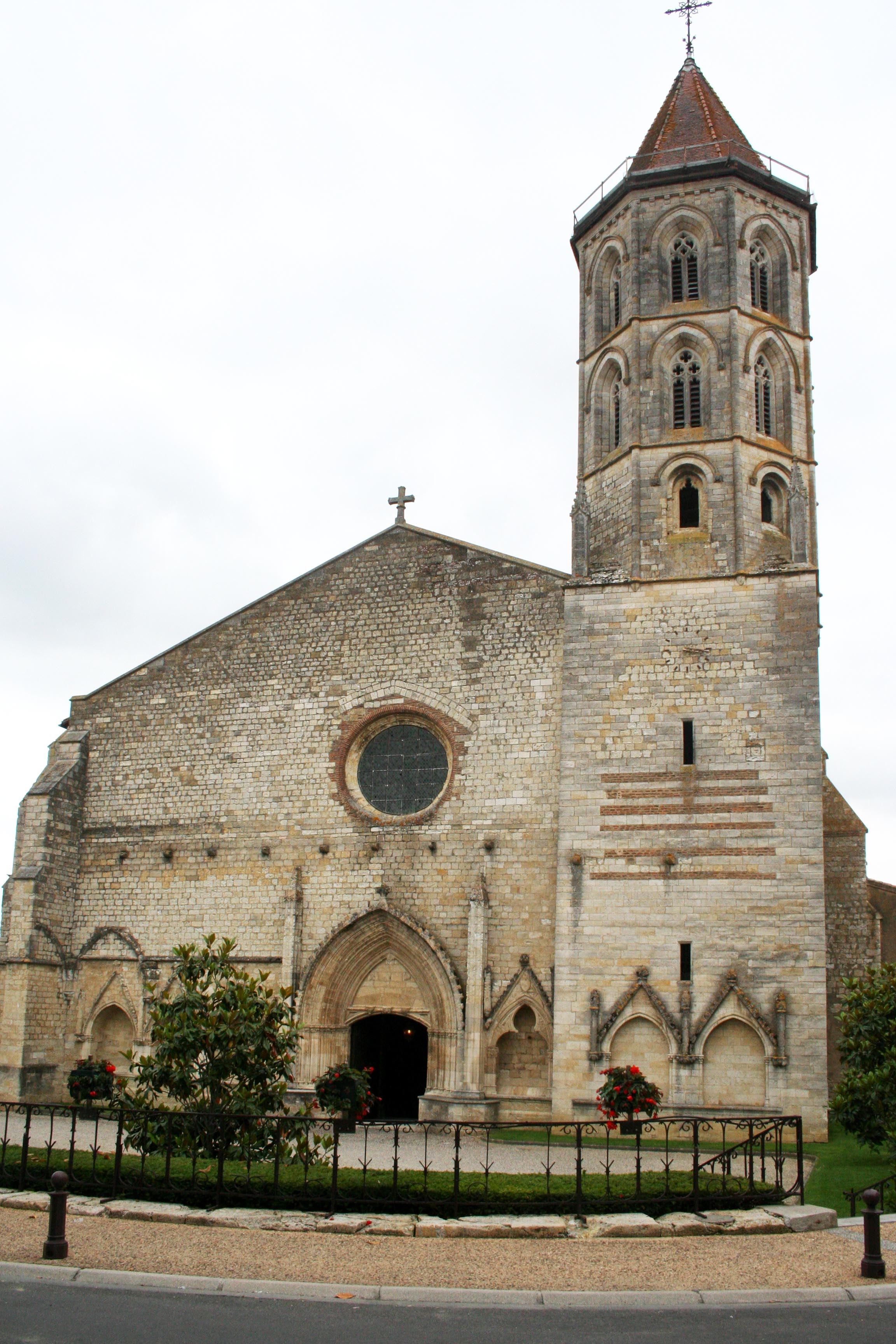
Fleurance
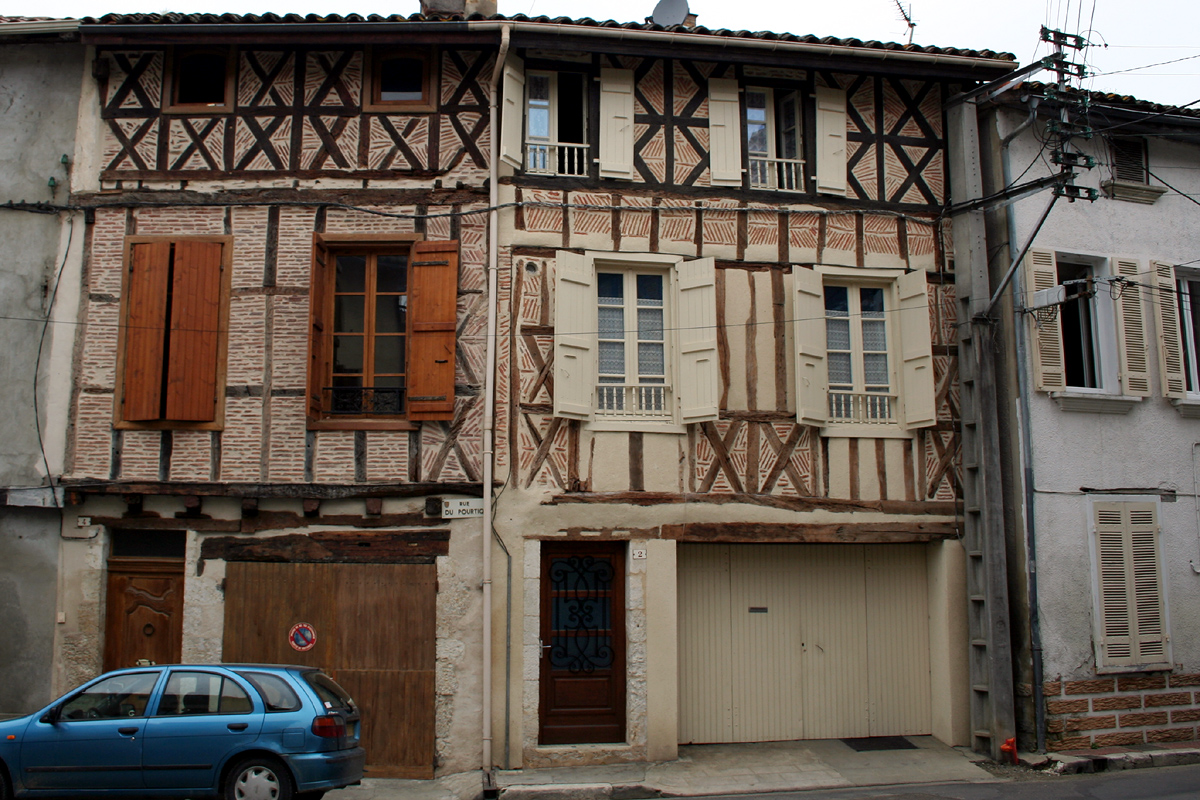
Eauze